# 삼성생명 탁구단
삼성생명 탁구단은 한국프로탁구리그(KTTL) 코리아리그 소속의 탁구단이다. 전신구단의 기록을 승계한 탁구단으로 남자부의 경우 최초 전신구단은 1979년 창단한 제일합성이고, 여자부의 경우 최초 전신구단은 1978년 창단한 제일모직이다. 1999년에 여자탁구단의 인수와 함께 통합운영되던 남녀탁구단은 2002년에 삼성카드에게 매각된 바 있으나 2004년에 다시 인수하며 현재에 이르고 있다.   
2022년에 한국프로탁구의 출범으로 구단은 프로화를 거쳤으며 2022년부터 프로탁구대회인 한국프로탁구에 참가하고 있다

## 연혁

### 실업탁구단으로 창단(1978~2022)
- 1978년 제일모직, 여자실업탁구단(제일모직 여자탁구단) 창단[1]
- 1979년 제일합섬, 남자실업탁구단(제일합섬 남자탁구단) 창단[2]
- 1995년 삼성증권, 제일합섬 남자탁구단을 인수하며 삼성증권 남자탁구단 창단[3]
- 1997년 삼성생명, 삼성증권 남자탁구단을 인수하며 삼성생명 남자탁구단 창단[4]
- 1999년 삼성생명, 제일모직 여자탁구단을 인수하며 삼성생명 여자탁구단 창단(남녀탁구단으로 통합운영)[5]
- 2002년 삼성카드, 삼성생명 탁구단을 인수하며 삼성카드 탁구단 창단[6]
- 2004년 삼성생명, 삼성카드 탁구단을 인수하며 삼성생명 탁구단 창단[7]

### 프로탁구단으로 전환 (2022~현재)
- 2022년 프로탁구단으로 전환하며 한국프로탁구리그에 참가[8]

## 남자팀

### 선수
| 국적     | 이름   | 생년월일               | 신장  |
| -------- | ------ | ---------------------- | ----- |
| 대한민국 | 이상수 | 1990년 8월 13일(34세)  | 179cm |
| 대한민국 | 안재현 | 1999년 12월 25일(25세) | 170cm |
| 대한민국 | 양예찬 | 2002년 2월 4일(23세)   | 172cm |
| 대한민국 | 김우진 | 2001년 6월 2일(23세)   | 176cm |
| 대한민국 | 조대성 | 2002년 10월 13일(22세) | 178cm |
| 대한민국 | 호정문 | 2003년 6월 24일(21세)  | 172cm |
| 대한민국 | 오승환 | 2003년 11월 15일(21세) | 175cm |

### 코칭 스태프
- 감독: 이철승
- 코치: 채윤석

### 역대 시즌
| 플레이오프 통과 | 챔피언결정전 통과 | 챔피언결정전 우승 |

| 시즌 | 정규시즌 | 정규시즌 | 정규시즌 | 정규시즌 | 정규시즌 | 포스트시즌 | 포스트시즌   | 포스트시즌 | 감독   | 출전선수                       |
| 시즌 | 경기수   | 승       | 패       | 승점     | 시즌순위 | 플레이오프 | 챔피언결정전 | 최종순위   | 감독   | 출전선수                       |
| ---- | -------- | -------- | -------- | -------- | -------- | ---------- | ------------ | ---------- | ------ | ------------------------------ |
| 2022 | 18       | 14       | 4        | 52       | 1위      | -          | 승승         | 1위        | 최영일 | 이상수, 안재현, 호정문, 조대성 |

## 여자팀

### 선수
| 국적     | 이름   | 생년월일               | 신장  |
| -------- | ------ | ---------------------- | ----- |
| 대한민국 | 이시온 | 1996년 5월 27일(28세)  | 165cm |
| 대한민국 | 위예지 | 2000년 2월 3일(25세)   | 167cm |
| 대한민국 | 주천희 | 2002년 1월 20일(23세)  | 164cm |
| 대한민국 | 이윤지 | 2002년 11월 27일(22세) | 162cm |
| 대한민국 | 이채연 | 2003년 4월 8일(22세)   | 161cm |
| 대한민국 | 변서영 | 2003년 9월 29일(21세)  | 173cm |
| 대한민국 | 이연희 | 2004년 2월 8일(21세)   | 160cm |

#### 역대 주요선수
- 최효주 (2014[9] - 2023[10])

### 코칭 스태프
- 감독: 유남규
- 코치: 황성훈

### 역대 시즌
| 플레이오프 통과 | 챔피언결정전 통과 | 챔피언결정전 우승 |

| 시즌 | 정규시즌 | 정규시즌 | 정규시즌 | 정규시즌 | 정규시즌 | 포스트시즌 | 포스트시즌   | 포스트시즌 | 감독   | 출전선수                               |
| 시즌 | 경기수   | 승       | 패       | 승점     | 시즌순위 | 플레이오프 | 챔피언결정전 | 최종순위   | 감독   | 출전선수                               |
| ---- | -------- | -------- | -------- | -------- | -------- | ---------- | ------------ | ---------- | ------ | -------------------------------------- |
| 2022 | 16       | 11       | 5        | 13       | 2        | 승승       | 패패         | 2위        | 유남규 | 이시온, 최효주, 김지호, 이채연, 변서영 |

## 시설
- 훈련장, 선수단 숙소 : 경기도 용인시 기흥구 보정로 5 삼성 트레이닝 센터

## 같이 보기
- 삼성생명
- 삼성스포츠
- 삼성생명 레슬링단